# Acid jazz
Acid jazz este un gen muzical ce combină elemente de jazz, funk și hip-hop. S-a dezvoltat în Marea Britanie intre anii 1980 și 1990.